# Jüdisches Litteratur-Blatt
Das Jüdische Litteratur-Blatt war eine vom Rabbiner Moritz Rahmer 1872 oder 1873 in Magdeburg gegründete deutschsprachige literarische und wissenschaftliche Zeitschrift. Sie lag seit ihrer Gründung und bis zu deren Einstellung im Jahre 1894 wöchentlich der Israelitischen Wochenschrift bei. Im Jahre 1897 erschien das Jüdische Litteratur-Blatt zeitweise alle zehn Tage im Verlag Esckiel Caro und Landau in Lemberg, und ab 1897 als Vierteljahreszeitschrift in Krakau.
Rahmer war bis zu seinem Tod 1904 Herausgeber, danach übernahm Ludwig A. Rosenthal diese Tätigkeit. Das Blatt erschien bis zum Jahre 1916.
Das Jüdische Litteratur-Blatt trug den Untertitel Zur Beleuchtung aller Judentum und Juden betreffenden literarischen Erscheinungen auf dem Gebiete der Philosophie, Geschichte, Ethnographie, Theologie, Orientalia, Exegese, Homiletik, Liturgik und Paedagogik.
Die Zeitschrift gehörte 1882 nach Angaben der Israelitischen Wochenschrift zu etwa einem halben Dutzend jüdischer Zeitungen in Deutschland, denen etwa 150 antisemitisch gestimmte Zeitungen gegenüberstanden. Im Streit um die antitalmudistischen Schriften August Rohlings positionierte sich das Litteratur-Blatt auf Seiten von Franz Delitzsch und Hermann Strack, die Rohling kritisiert und eine wissenschaftliche Widerlegung veröffentlicht hatten.